# Calice Ligure
Calice Ligure är en ort och kommun i provinsen Savona i regionen Ligurien i Italien. Kommunen hade 1 695 invånare (2018).